# 大麻中町
大麻中町（おおあさなかまち）とは、北海道江別市の町丁。郵便番号は069-0854。人口は1,674人、世帯数は979世帯（2023年12月1日現在）。丁目の設定のない単独町名である。住居表示は全域で未実施。

## 地理
大麻東町は函館本線の北西側の地域で、町内を大麻駅前通や2番通が横断している。

## 歴史

### 年表
- 1965年（昭和40年）
  - 2月20日 - 「字大麻」の一部が「大麻中町」に町名地番変更[5]。

### 町名の変遷
町名の変遷は以下の通りである。
| 実施後   | 実施年月日    | 実施前（各町名ともその一部） |
| -------- | ------------- | ---------------------------- |
| 大麻中町 | 1965年2月20日 | 字大麻                       |

## 世帯数と人口
2023年（令和5年）12月1日現在の世帯数と人口は以下の通りである。
| 町丁     | 世帯    | 人口    |
| -------- | ------- | ------- |
| 大麻中町 | 979世帯 | 1,674人 |
| 計       | 979世帯 | 1,674人 |

### 人口の変遷
国勢調査による人口の推移。
| 1995年（平成7年）  | 2,289人 | [ 6 ]  |  |
| 2000年（平成12年） | 2,137人 | [ 7 ]  |  |
| 2005年（平成17年） | 1,980人 | [ 8 ]  |  |
| 2010年（平成22年） | 1,873人 | [ 9 ]  |  |
| 2015年（平成27年） | 1,728人 | [ 10 ] |  |
| 2020年（令和2年）  | 1,674人 | [ 11 ] |  |

### 世帯数の変遷
国勢調査による世帯数の推移。
| 1995年（平成7年）  | 849世帯 | [ 6 ]  |  |
| 2000年（平成12年） | 873世帯 | [ 7 ]  |  |
| 2005年（平成17年） | 877世帯 | [ 8 ]  |  |
| 2010年（平成22年） | 902世帯 | [ 9 ]  |  |
| 2015年（平成27年） | 875世帯 | [ 10 ] |  |
| 2020年（令和2年）  | 891世帯 | [ 11 ] |  |

## 小・中学校の通学区
小・中学校の通学区は以下の通り。
| 町丁     | 字・番地 | 小学校     | 中学校     |
| -------- | -------- | ---------- | ---------- |
| 大麻中町 | 全域     | 大麻小学校 | 大麻中学校 |

## 施設

### 公共・公的施設
- 江別大麻郵便局（大麻中町2-48）[13]
- 江別警察署大麻交番（大麻中町26-1）[14]
- 大麻公民館・江別市民文化ホール（えぽあホール）（大麻中町26-7）[15]
- 江別市大麻体育館（大麻中町26-17）[15]
- 大麻集会所（大麻中町26-17）[15]
- 江別市情報図書館大麻分館（大麻中町26-7）[16]
- 江別市役所大麻出張所（大麻中町26-4）[17]
- 大麻老人憩の家（大麻中町26-4）[18]

### 交通
- 北海道旅客鉄道 函館本線大麻駅（大麻中町50）[19]

### 公園
- 一号緑地（大麻中町46他）[20]
- 大麻駅前1号公園（大麻中町26-13）[20]
- 大麻駅前2号公園（大麻中町26-14）[20]
- なかまち公園（大麻中町30）[20]
- なかよし公園（大麻中町30-1から30）[20]
- 大麻中央公園（大麻宮町10・大麻中町34）[21]

### 医療・福祉
- くろだ耳鼻咽喉科クリニック（大麻中町2-1）[22]
- 大麻藤認定こども園（大麻中町9）[23]

### 住宅
- 江別市道営住宅大麻中町団地（大麻中町3から7・24・25）[24]
- UR都市機構大麻中町団地（大麻中町27から28）[25]

### 企業・店舗
- アークス ラルズストア 大麻駅前店（大麻中町26-18）[26]
- サンドラッグ大麻駅前ラルズ店（大麻中町26-9）[27]
- 北洋銀行 野幌中央支店 大麻出張所（大麻中町26-10）[28]
- 北海道銀行 大麻支店（大麻中町26）[29]
- NTT東日本江別大麻電話交換所（大麻中町26-3）[30]
- 道央農業協同組合 大麻支店（大麻中町26-1）[31]
- 中町商店街（大麻中町1）[32]

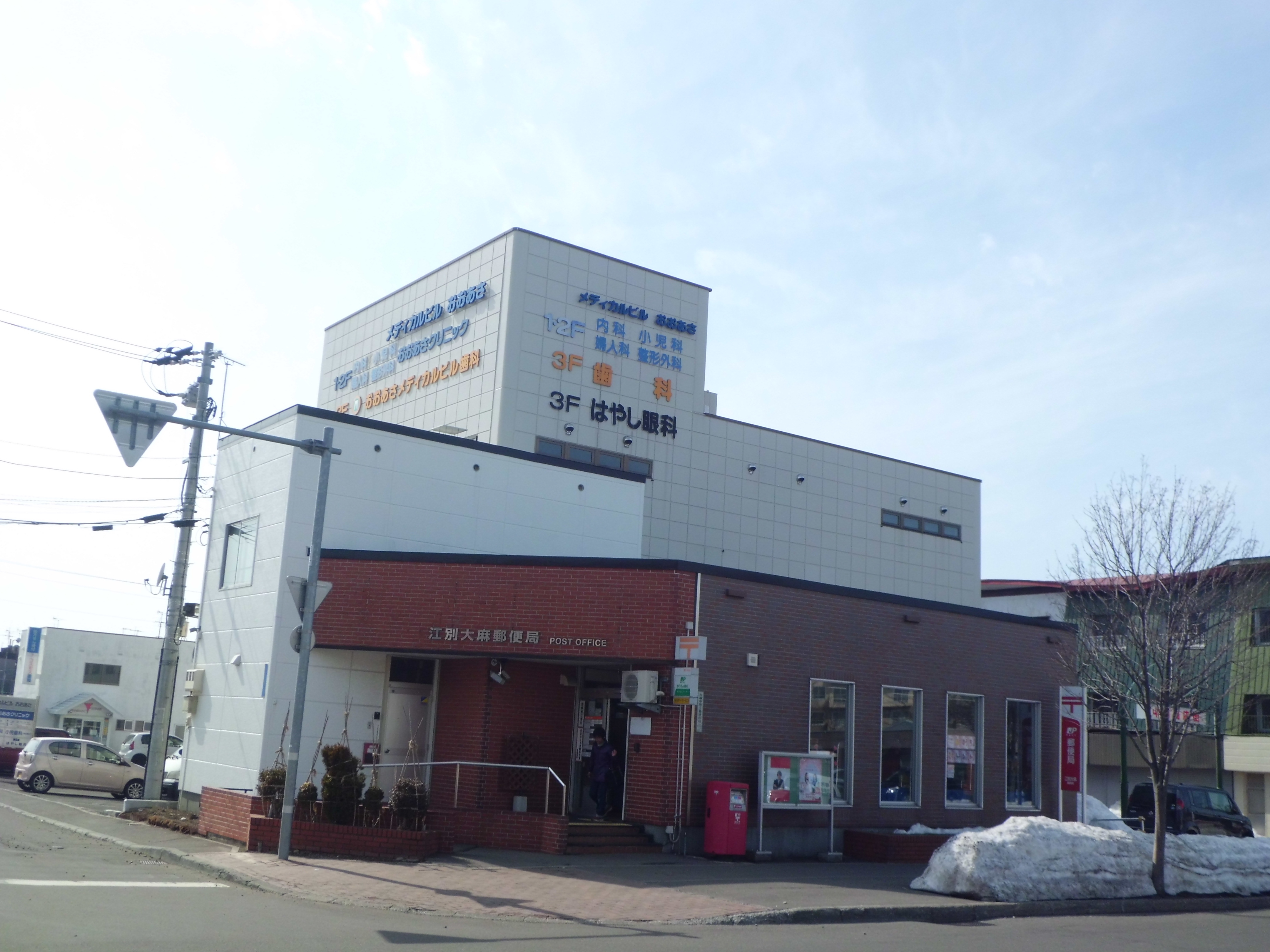
江別大麻郵便局
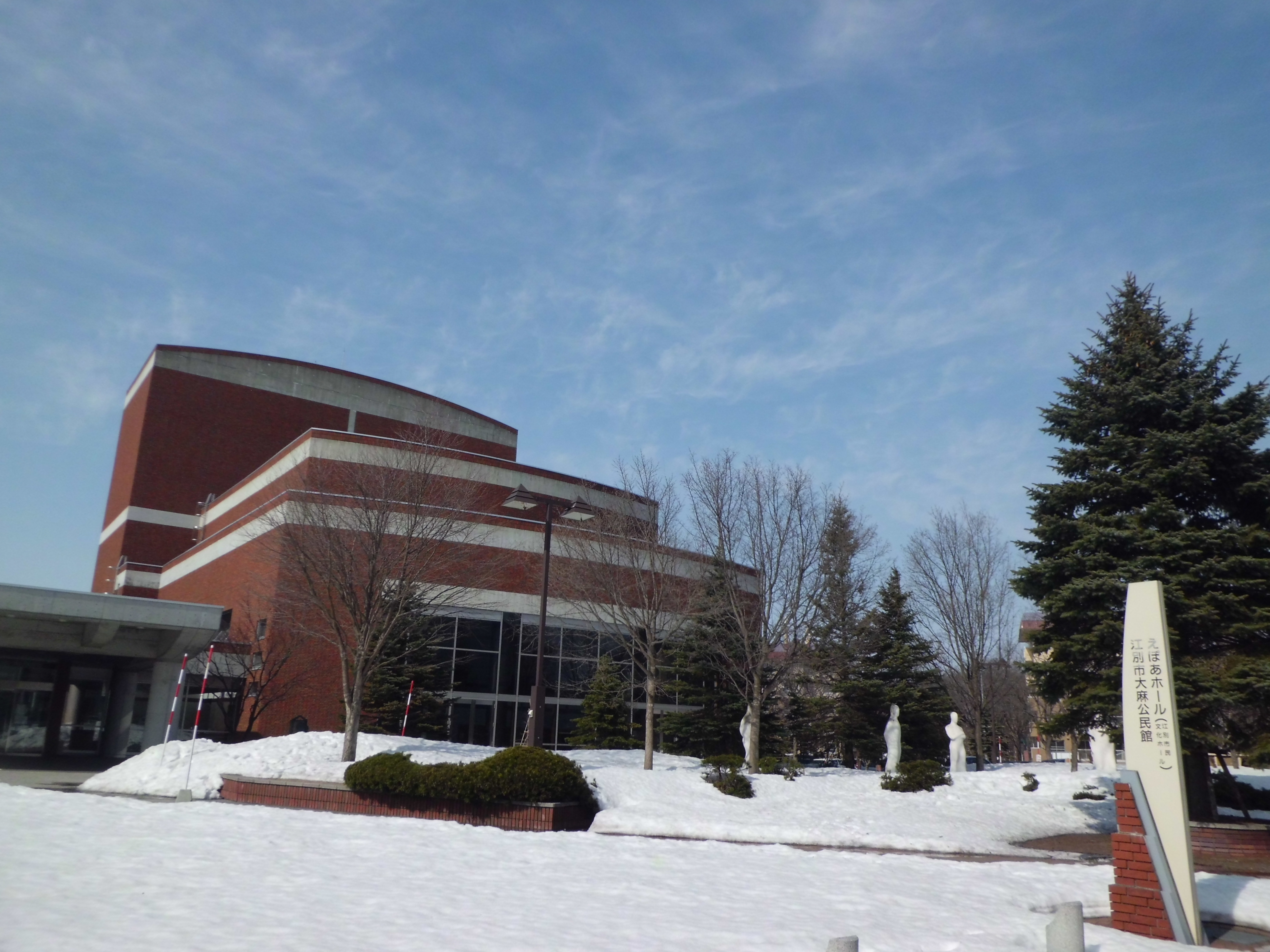
大麻公民館・江別市民文化ホール（えぽあホール）
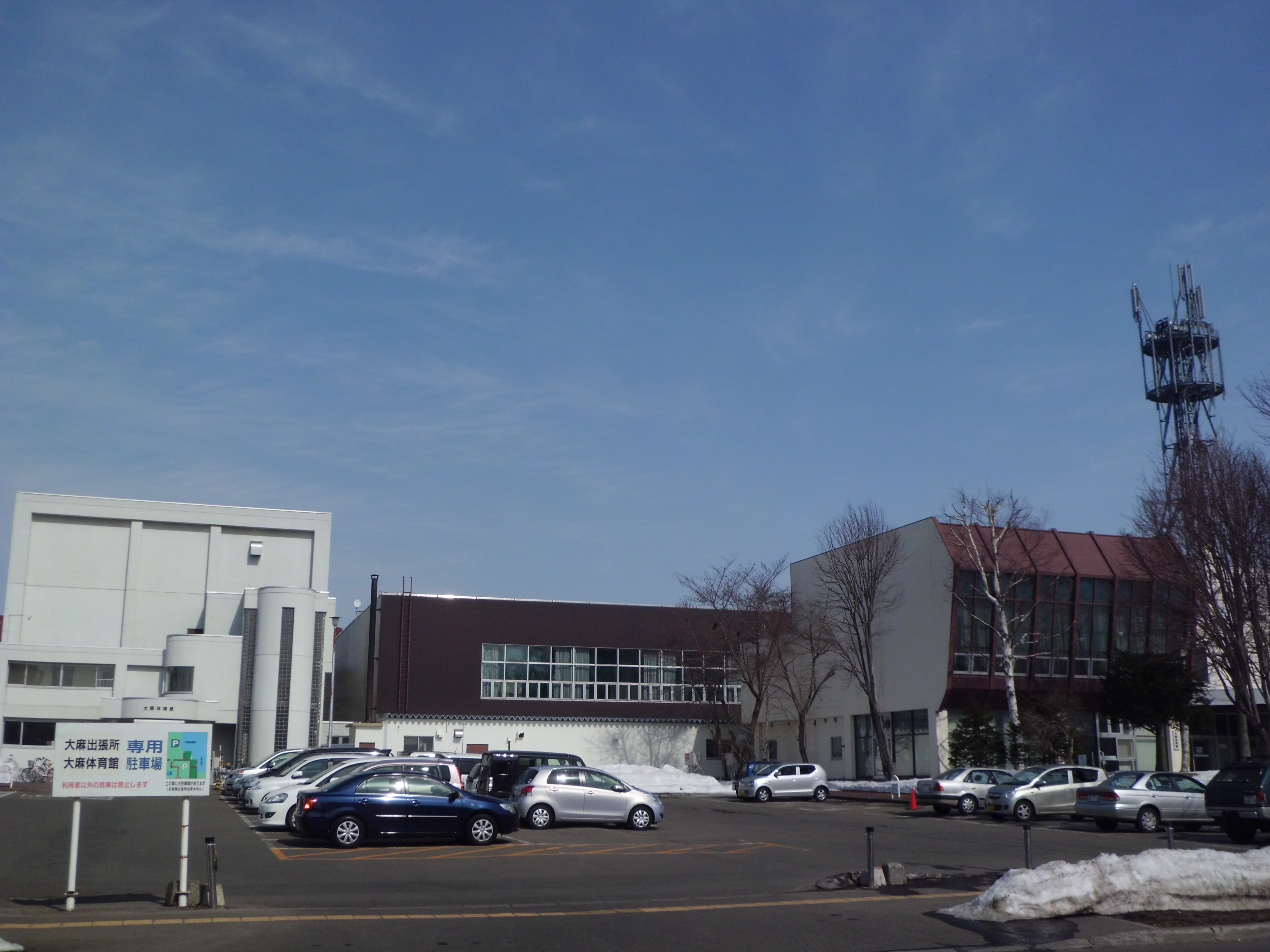
大麻体育館
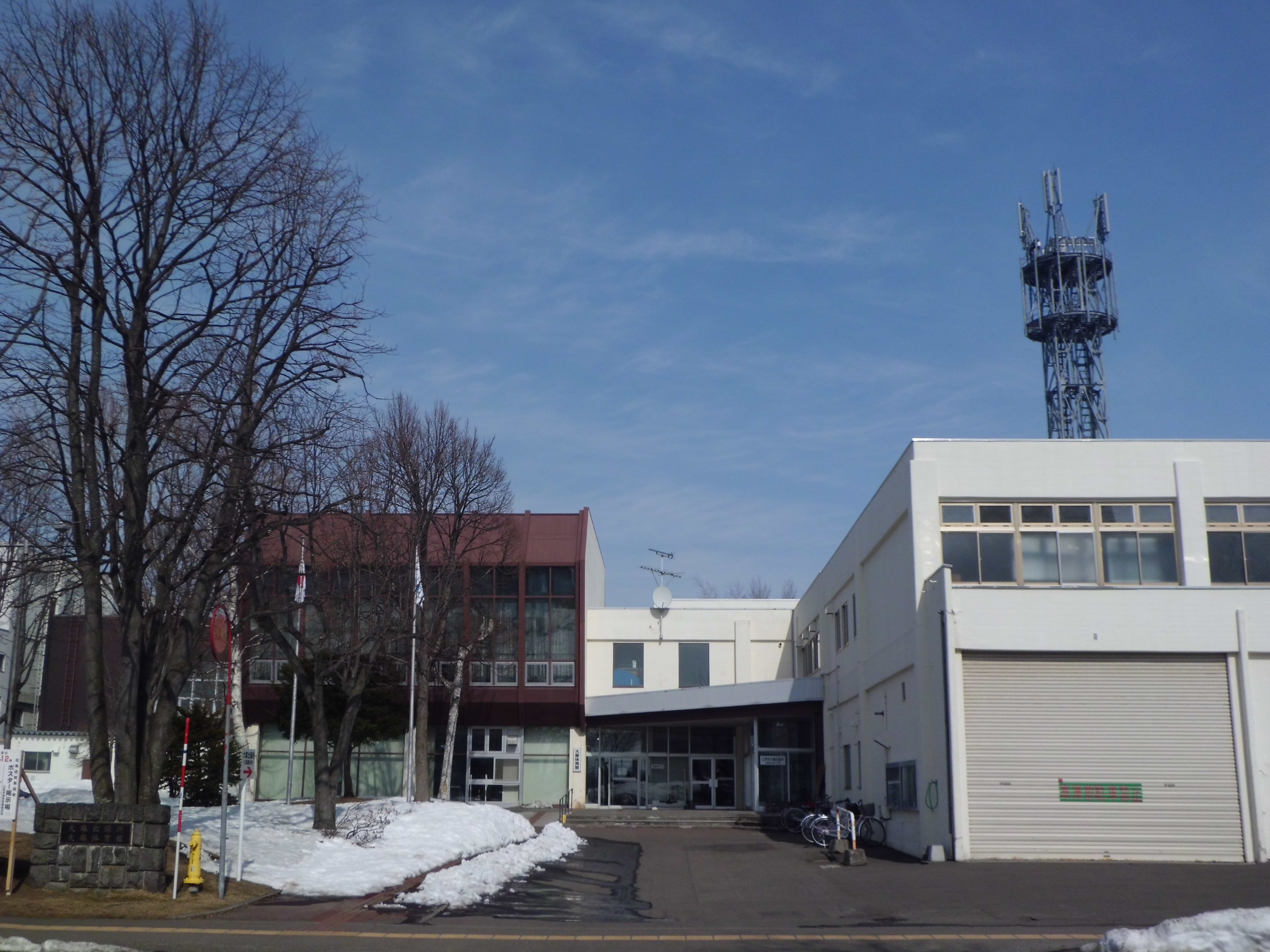
江別市役所大麻出張所
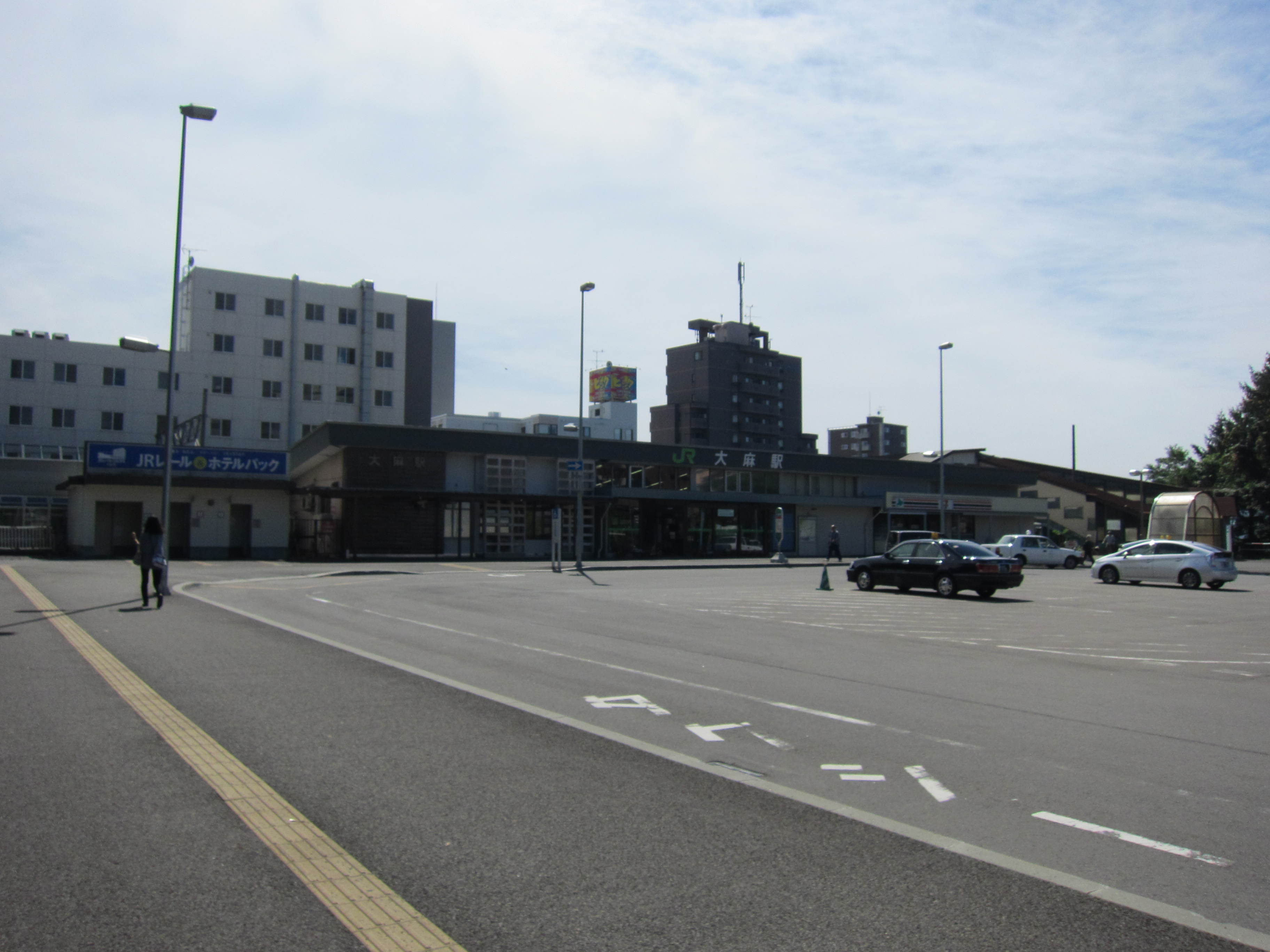
大麻駅北口
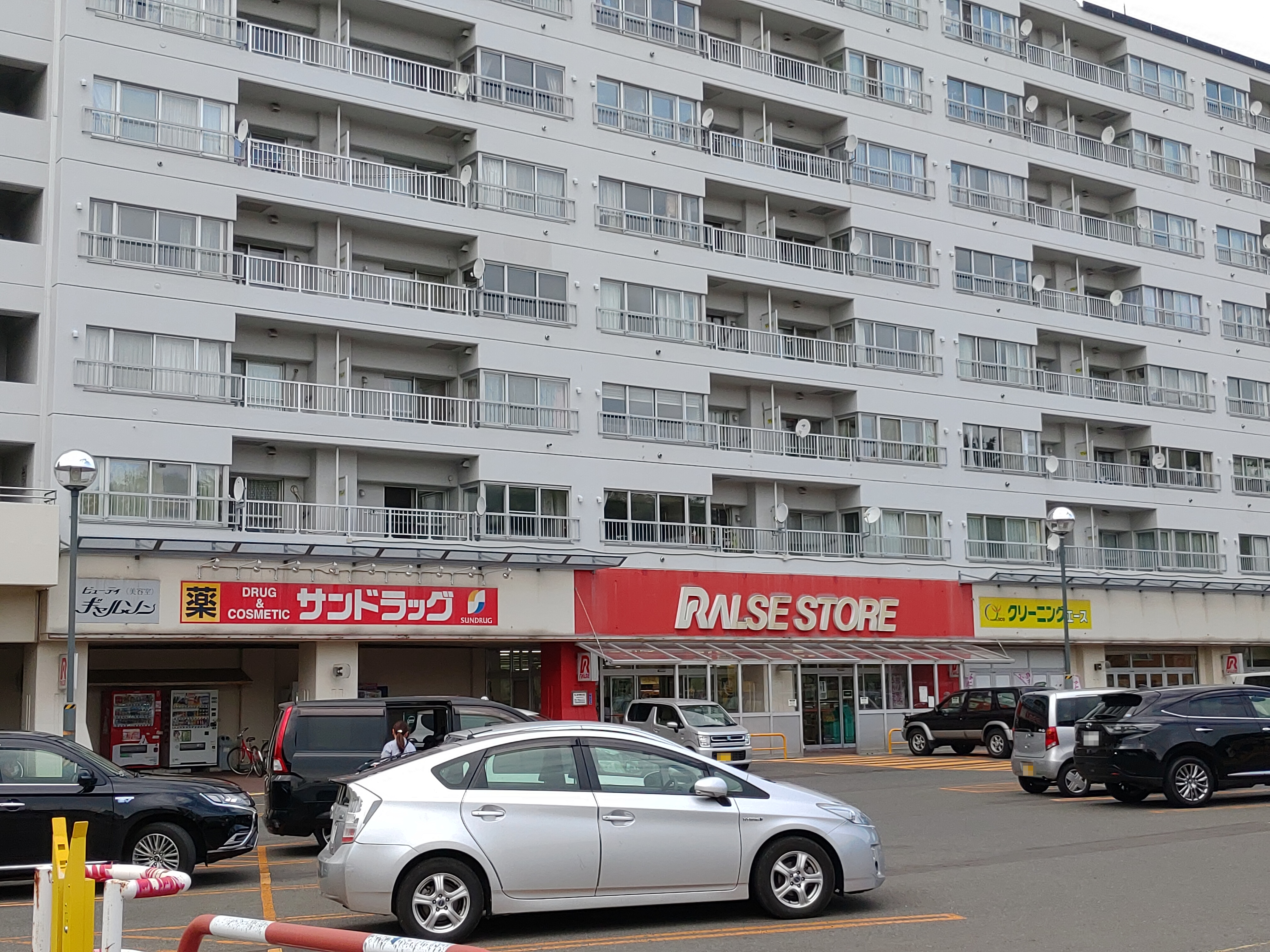
アークス ラルズストア 大麻駅前店

## 交通

### 鉄道
- 町内に函館本線の大麻駅が存在する[15]。
  - 北海道旅客鉄道
    - ■函館本線
      - 大麻駅

### バス
- 町内にジェイアール北海道バス及び北海道中央バス・夕張鉄道の路線がある[33]。

### 道路
- 一般国道
  - 国道12号線[4]

- 一般道道
  - 北海道道864号大麻東雁来線[4]

- 都市計画道路
  - 3・4・313 2番通[4][34]
  - 3・4・315 大麻14丁目通[4][34]
  - 3・4・316 大麻駅前通[4][34]